# Xgl

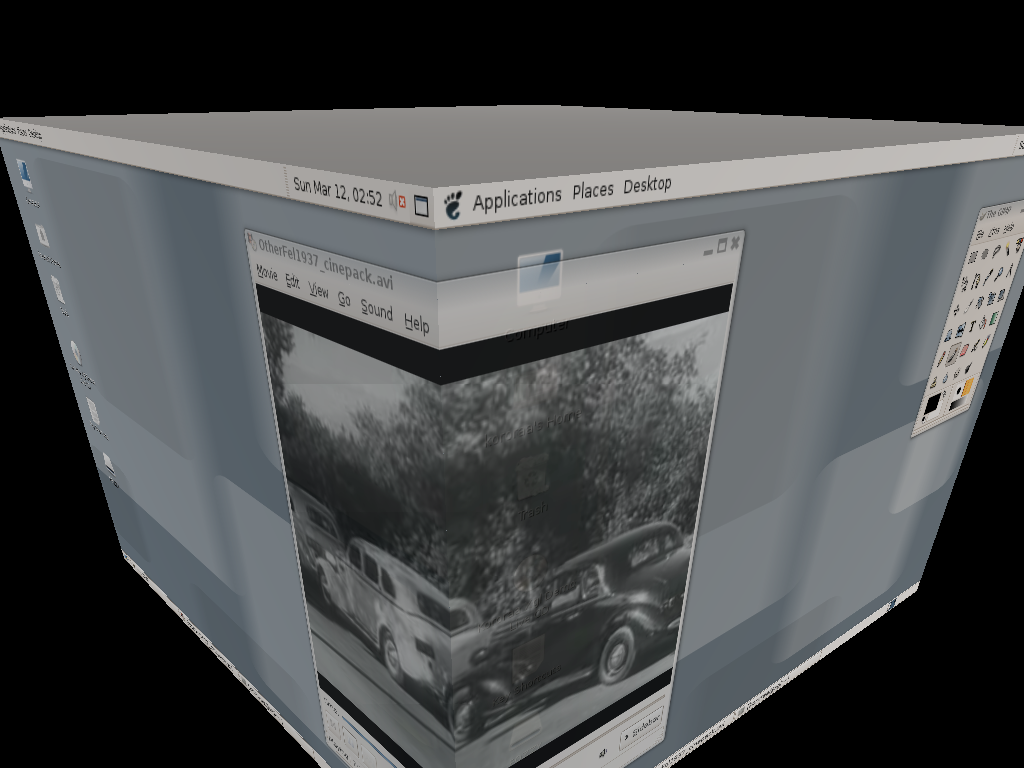
Efekt kostki zrealizowany dzięki sprzętowo akcelerowanemu serwerowi Xgl

Xgl – odgałęzienie serwera X, zapewniające akcelerację sprzętową poprzez OpenGL (za pośrednictwem biblioteki glitz). Xgl pozwala aplikacjom na wykorzystanie akceleracji sprzętowej karty graficznej, korzystającym z serwera X, OpenGL, XVideo oraz menadżera kompozycji (takich jak Beryl oraz Compiz), odciążając procesor główny.
Xgl został opracowany przez Davida Revemana. Kod źródłowy po raz pierwszy został udostępniony 2 stycznia 2006 roku.
Dzięki Xgl oraz menedżerowi okien i kompozycji takiemu jak Beryl lub Compiz można uzyskać wiele interesujących efektów, jak np. przełączanie pulpitów za pomocą graniastosłupa (najcz. sześcianu), walca, czy nawet kuli, „żelujące” okna, przezroczystość itp.
Xgl, kojarzony mocno z SUSE, wraz z jego nowym wydaniem – nie będzie domyślnie używanym komponentem do uzyskania efektów graficznych. AIGLX stało się (już w linii deweloperskiej) preferowanym rozwiązaniem.